# Ostrowo (powiat śremski)
Ostrowo – wieś w Polsce położona w województwie wielkopolskim, w powiecie śremskim, w gminie Śrem. W latach 1975–1998 miejscowość należała administracyjnie do województwa poznańskiego.
Wieś położona 5 km na południe od Śremu, przy drodze wojewódzkiej nr 434 do Rawicza
Zabytkami wsi znajdującymi się w gminnej ewidencji zabytków są: domy mieszkalne nr 9 z poł. XIX wieku, nr 14 z 1915, zagroda nr 11 z pocz. XX wieku oraz figura Krzyża Świętego z 1930.